# 魯勒爾霍爾 (北卡羅萊納州)
魯勒爾霍爾（英語：Rural Hall）是一個位於美國北卡羅萊納州福賽斯縣的城鎮。

## 人口
根據2020年美國人口普查的數據，魯勒爾霍爾的面積為7.41平方千米，當中陸地面積為7.39平方千米，而水域面積為0.02平方千米。當地共有人口3351人，而人口密度為每平方千米452人。